# Ёвле
Ёвле — мифологический герой — сиротка в сказаниях народов коми. Северные коми-оленеводы создали специфический фольклор, который берёт начало с распрей между ними и ненцами по поводу обладания оленьими стадами. Герой Ёвле остаётся чудом живым, когда мужскую половину его семьи убивают в «переделе собственности» между этническими группировками. Женскую половину забирают в плен.
Ёвле воспитывается как нищий сиротка, его парка (зимняя куртка) сшита из кожи мелких пташек. Когда он подрастает, обещает отомстить за отца и братьев. Неузнанным он приходит к сестре, которую не видел много лет. Насильно она уже много лет замужем за хозяином оленьих стад. Неподозревающий враг разрешает Ёвле батрачить на него, но он делает роковую ошибку. Ёвле шестом для погонки оленей убивает врагов и возвращает стада себе.